# 中川静子
中川 静子（なかがわ　しずこ、1919年（大正8年）3月22日 - 1994年（平成6年）1月27日）は、日本の作家。
宗教団体 幸福の科学を設立した大川隆法（現・総裁）の伯母（大川隆法の父・善川三朗の姉）である。

## 経歴
1919年（大正8年）、徳島県麻植郡東山村（現・吉野川市）生まれ。川島尋常高等小学校卒、私立順心高等女学校中退。後、様々な職を経験する。
1942年（昭和17年）、第3回『文庫』懸賞短篇小説で、二等当選。受賞作「寄附徴収員」。
徳島県の同人誌『飛行船』などで執筆を始める。小説「幽囚転々」が直木賞候補になって間もなく出版社のすすめで上京した。中野あたりのアパートで執筆生活をはじめたが、充分な準備の無いままの都会の一人暮らしゆえ、作品の完成もままならず、1年後には故郷徳島に帰ることになった。
以後、郷土の歴史などを中心に文芸作品を創作してゆく。一時期同人誌「藝文」の投稿同人。晩年は、呼吸器系の持病と闘いながら創作活動を続け、小説「藍師の家」が最後の作品となった。

## 受賞歴・候補歴
- 第3回『文庫』懸賞短篇小説［二等当選］（昭和17年/1942年）「寄附徴収員」
  - 候補 第30回読売短編小説賞（昭和35年/1960年10月）「他生の縁」
  - 候補 第35回読売短編小説賞（昭和36年/1961年3月）「茶湯散華」
  - 候補 第17回講談倶楽部賞（昭和36年/1961年）「禿鷹の拠る城」
- 第18回講談倶楽部賞［佳作］（昭和37年/1962年）「雪をつかむ」木屋明子名義
  - 候補 第56回読売短編小説賞（昭和37年/1962年12月）「日々の不安」
  - 候補 第60回読売短編小説賞（昭和38年/1963年4月）「寂光」
- 第15回『小説倶楽部』小説新人賞［佳作第二席］（昭和38年/1963年）「若鷹の城」栃之瀬あき名義
  - 候補 第72回読売短編小説賞（昭和39年/1964年4月）「山桜」栃之瀬あき名義
- 第25回オール讀物新人賞「幽囚転転」（昭和39年/1964年下期）[3]
  - 候補 第52回直木賞（昭和39年/1964年下期）「幽囚転転」
  - 候補 第53回直木賞（昭和40年/1965年上期）「白い横顔」
- 第2回 徳島県作家協会賞（昭和54年/1979年）「花明かり」
  - 候補 第12回新潮新人賞（昭和55年/1980年）「花明かり」[4]
- 第7回歴史文学賞［佳作］（昭和57年/1982年）「一期は夢よ」木屋明子名義
- 第11回徳島県出版文化賞（昭和61年/1986年）『小少将』

## 著作

### 単行本
- 『鬼にもあらで』近代文芸社、1982年7月、ISBN 978-4-89607248-8

表題作のほか短編「花明かり」「御陣女郎香が覚え語り」「或る不安な状況」
- 『小少将』徳島出版、1986年7月、全国書誌番号:87025168
- 『藍師の家』井上書房、1990年10月（徳島新聞 連載、1988年）全国書誌番号:91041308

### その他
- 「幽囚転転」『徳島作家』6-7号、1961-63年
  - 『オール讀物』1964年12月号
  - 『徳島作家代表作選集』徳島作家の会、1974年
- 「白い横顔」同人誌『暖流』5号、1965年2月
雑誌『女の部屋』No.2、1970年6月、再掲載[5]
- 「迷いの中の八ヵ月」同人誌『暖流』7号、1966年
- 「放浪の記」雑誌『女の部屋』連載、No.3、1970年9月[6]、No.4号1970年11月[7]
- 「或る不安な状況」『徳島作家』23号、昭和50年1975年7月
- 「平康頼-鹿ケ谷余話」「上桜城哀史」『阿波の歴史小説 1』阿波の歴史を小説にする会編、1980年1
- 「血の落日-小少将」 『阿波の歴史小説 2 (阿波の女)』阿波の歴史を小説にする会、1981年
- 「喪失」「往来心得」『とくしまの小説選集 第2集』徳島県作家協会発行、1982年
- 「鐘の緒の霊異-立江寺」『阿波の歴史小説 3 (特集・阿波の寺)』阿波の歴史を小説にする会、1982年
- 「祖谷の刀狩りー石童峠」『阿波の歴史小説 4 (特集・阿波の峠・道)』阿波の歴史を小説にする会、1983年
- 「箱回し」『阿波の歴史小説 5 (特集・阿波の芸人)』阿波の歴史を小説にする会、1984年
- 「面劇師/花の家花奴」『阿波の歴史小説 6 (特集・阿波に生きる)』阿波の歴史を小説にする会、1985年
- 「林道感と朝鮮女」『阿波の歴史小説 7 (特集・阿波の武将)』阿波の歴史を小説にする会、1986年
- 「小説で叩かれ失脚した徳島城主」『阿波の歴史小説 8 (特集・阿波の城主)』阿波の歴史を小説にする会、1987年
- 「立ち腹」『阿波の歴史小説 9 (特集・阿波幕末の人々)』阿波の歴史を小説にする会、1988年
- 「阿波青蓮院物語」『阿波の歴史小説 10』阿波の歴史を小説にする会 1989年

## メディア出演・掲載
- 徳島新聞2010年6月28日、「藍師の家」朗読劇に　吉野川と阿波藍題材の小説[8]
- 徳島新聞2011年2月08日、県立文学書道館「ペン一筋に命燃やして－中川静子『藍師の家』」展[9]

## 幸福の科学による霊言
大川隆法が中川静子の霊を自らの体に降ろしインタビューを行うという、幸福の科学の「公開霊言」というものが、2012年1月に収録され、2月1日に録画が教団施設内で公開された。
この他、中川静子について大川隆法は「徳島県の実家の離れには、『直木賞候補』に二度なった小説家の伯母が住んでおり、私はよく遊びに行っていた」「東京のホテルでカン詰め状態になりながら、編集者につつかれて、伯母は連載小説を書き続けていたが、一年ばかしで出版社とけんか別れして帰ってきた」と回想している。